# Perzekuce kněží brněnské diecéze

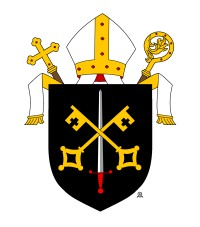
Znak brněnské diecéze

Katolická církev byla na území Československa (a tedy i brněnské diecéze) systematicky pronásledována v letech 1948-1989. Pronásledování mělo mnoho podob a týkalo se jak církve jako celku, tak jejích jednotlivých členů. U církve jakožto organizace šlo o naprostou likvidaci nezávislého církevního tisku, vytlačení církve ze společnosti do kostelů, podrobení řady čistě církevních záležitostí kuratele státu, likvidaci řádů a řeholních kongregací, zákonně neodůvodněnou internaci či věznění vysokých církevních hodnostářů a zásahy do obsazování církevních úřadů, resp. znemožnění jmenování do nich. Snahou komunistického režimu bylo také přepisovat a upravovat dějiny českého národa tak, aby by v něm katolická církev působila jako negativní činitel. K tomuto účelu věnovala i velké finanční prostředky, které využila na tvorbu tendenčních historických snímků.
U jednotlivců docházelo k justičním i méně institucializovaným vraždám, věznění a mučení (které řadu obětí zabilo nebo zničilo jejich zdraví natolik, že zemřely krátce po propuštění) a k výrazné a systematické diskriminaci katolíků v přístupu k vyššímu vzdělání a významnějším pozicím ve společnosti.
Intenzita pronásledování katolické církve v Československu kolísala – za nejkrutější éru lze označit konec 40. a počátek 50. let, naopak do značné míry bylo omezeno v letech 1968–1969.

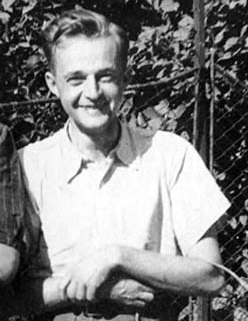
Páter Jan Bula

## Soudy s kněžími a řeholníky
Prvním zatčeným po roce 1948 byl Jan Zemek, který se ocitl ve vyšetřovací vazbě již v červnu roku 1948. Spolu s ním byl zatčen farář Jaroslav Stark. O rok později to byl augustinián Ignác Karel Fanfrdla, odsouzen 15. června 1949 a František Xaver Baťka.
K známým zatčeným diecézním kněžím také patřil Jan Dokulil, Stanislav Krátký, Dominik Pecka a Václav Razík. 21. března 1952 byl vynesen rozsudek nad Felixem M. Davídkem. 9. října 1952 byla souzena skupina Nováček Vladimír a spol. Bohuslav Burián zemřel ve vězení.
Perzekuce se dotkla také řádových kněží, někteří byli internováni do Želiva a dalších táborů, odvedeni k tzv. PTP a odsuzováni k vězení za to, že se snažili o řádový život i po zrušení klášterů.
Největší a zároveň nejtragičtější perzekucí kléru brněnské diecéze byly babické procesy (viz případ Babice), kdy po falešném obvinění byly vyneseny rozsudky smrti nad třemi kněžími, Janem Bulou, Václavem Drbolou a Františkem Pařilem. V souvislosti s babickým případem byli zatčeni také kněží P. Podveský a P. Valerián.

## Internace biskupa Karla Skoupého

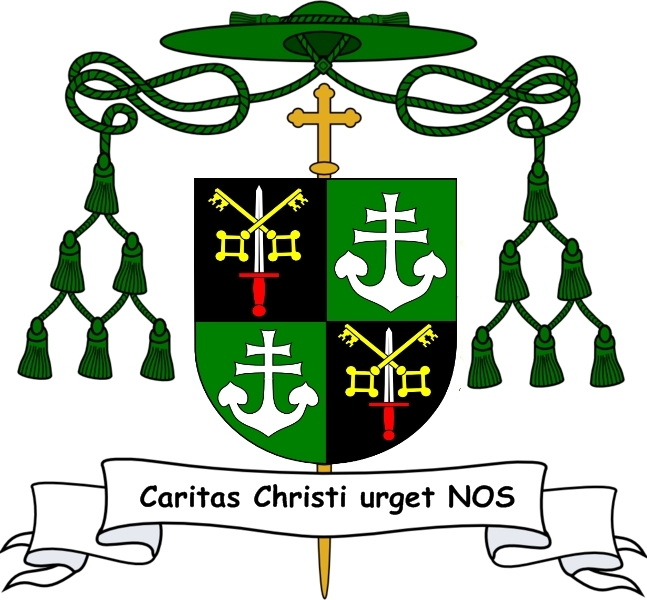
Biskupský znak Karla Skoupého

Brněnský biskup Karel Skoupý podobně jako ostatní biskupové (Josef Beran, Josef Matocha, Josef Hlouch, Štěpán Trochta) byl v roce 1950 nezákonně internován a bylo mu znemožněno vykonávat biskupský úřad. Jeho nejbližší spolupracovníci byli zatýkáni. Sekretář Alois Michálek byl v roce 1950 zatčen a v roce 1951 odsouzen v procesu se sekretáři biskupů Pácha Václav a spol. (V 5506). V roce 1953 byl biskup Skoupý přísně izolován od svých kněží a diecéze. V roce 1963 byla tato internace uvolněna a dál žil pod dohledem StB v charitním domově v Žernůvce u Tišnova až do 22. června 1968, kdy se znovu ujal svého úřadu, do své smrti 22. února 1972 .

## Seznam perzekvovaných kněží
- Ambroz Alois
- Baťka František
- Bednář Vincenc
- Benáček Leopold
- Bera Augustin Miroslav, augustinián
- Brabec Bohuslav
- Bula Jan
- Burian Bohuslav
- Cemper Bohuslav
- Davídek Maria Felix
- Dokulil Jan
- Dostál Josef
- Drbola Václav
- Ducháček Josef, internace Želiv
- Fanfrdla Ignác Karel, augustinián
- Fruvirt Vnislav
- Gabriel František Josef, augustinián
- Hladký Antonín, salesián
- Horák Vojtěch Jan, benediktin
- Hradil Jakub
- Hrbata Josef
- Hrůza František
- Hudeček František, salesián
- Hynek Václav, salesián
- Janiš Alfréd Václav
- Fulgenc Florián Jančík, augustinián
- Jančík Josef, augustinián
- Jedlička Antonín Metoděj, benediktin
- Klempa František
- Klíma Jan, redemptorista
- Kofroň Vlastimil Gabriel, premonstrát
- Kopáček Jan Nepomuk František , benediktin
- Koutný Josef
- Kovařík Stanislav
- Krátký Stanislav
- Kratochvíla Josef, premonstrát
- Kulhánek František
- Kvita Albín Jaroslav
- Ledabyl Stanislav
- Machalka Augustin
- Malík Josef
- Malík Ludvík, premonstrát
- Martinec Tomáš Josef, augustinián
- Michálek Alois
- Mikulášek Jaromír
- Navrkal Josef
- Němčanský Bohumil, premonstrát
- Nesrovnal Ferdinand
- Nováček Vladimír
- Ondok Josef Petr
- Papež Řehoř Josef, augustinián
- Pařil František
- Pazderka Vitězslav, augustinián
- Pecka Dominik
- Pekárek Alois
- Peška Štěpán František, augustinián
- Plhal Ferdinand, salesián
- Podveský Jan
- Poláček Zdeněk
- Pořízek Jan
- Pouchlý František
- Poul Josef
- Přibyl Jan
- Razík Václav
- Skoupý Karel
- Sláma Antonín
- Soukop Josef
- Spáčil Theodor
- Steffel Konrád
- Josef Stejskal, v roce 1951 "za trest" přeložen do litoměřické diecéze
- Stražovský Vladimír
- Stria Josef
- Svozil Václav Pavel, benediktin
- Šesták František Pavel, augustinián
- Šít František, premonstrát
- Škrdlík Norbert, minorita
- Šprta František
- Till Alois, premonstrát
- Valášek Jan Baptista František, premonstrát
- Valerián Josef
- Vitula Metoděj Vladimír, premonstrát
- Vozdecký Josef Hugo, premonstrát
- Zemek Jakub, dominikán
- Zouhar Emil